# Tureckie owoce
Tureckie owoce (nid. Turks fruit) – holenderski dramat filmowy z 1973 roku w reżyserii Paula Verhoevena. Ekranizacja erotycznej powieści Rachatłukum autorstwa Jana Wolkersa, wydanej w 1969 roku.

## Fabuła
Historia burzliwego romansu młodego rzeźbiarza Erika Vonka z pochodzącą z klasy średniej Olgą Stapels. Większość historii ich związku opowiadana jest w formie retrospekcji. Para schodzi się ze sobą i rozstaje, przeżywa wspólnie chwile uniesienia, radości i smutku. Przeciwna temu związkowi jest od początku matka dziewczyny, a kibicuje mu jej ojciec. 
Obraz - określany niekiedy mianem "erotycznego melodramatu" - obfituje w sceny wyzwolonego seksu i bezpruderyjnej obyczajowości, jednocześnie balansując na granicy satyry lub parodii. Dla twórców filmu nie istnieje żadne tabu - ani masturbacja, ani homoseksualizm, ani nawet defekacja.

## Obsada
- Rutger Hauer – Eric Vonk
- Monique van de Ven – Olga Stapels
- Dolf de Vries – Paul
- Tonny Huurdeman – matka Olgi
- Wim van den Brink – ojciec Olgi
- Hans Boskamp – kierownik sklepu
- Manfred de Graaf – Henny
- Dick Scheffer – księgowy
- Marjol Flore – Tineke
- Bert Dijkstra – funkcjonariusz publiczny[2]

## Produkcja
Zdjęcia kręcono m.in. w Amsterdamie.

## Znaczenie i wpływ
Największy sukces kasowy w historii kinematografii holenderskiej. W kinach obejrzało go w ojczyźnie ok. 3,5 mln widzów, co stanowiło wówczas 26% ludności Niderlandów. Film zdobył nominację do Oscara dla najlepszego filmu nieanglojęzycznego i był początkiem międzynarodowej kariery zarówno samego reżysera, jak i grającego główną rolę Rutgera Hauera.
W 1999 obraz uznano za najlepszy holenderski film XX wieku. W 2007 trafił na oficjalną listę 16 tytułów tworzących ścisły kanon niderlandzkiego kina ze względu na swoje wyjątkowe znaczenie.